# Ґуфі
Ґу́фі[відсутнє в джерелі] (англ. Goofy) — мультиплікаційний персонаж, герой мультфільмів Волта Діснея, створений у 1932 році. Гуфі — високий антропоморфний пес, один із найкращих друзів Міккі Мауса і Дональда Дака.
Спочатку він був знаний як Dippy Dawg. Тоді ж персонаж став відоміший просто як «Гуфі». Це ім'я використовується в його короткій серії фільмів. У свої 50-ті, Гуфі був названий George Geef або G. G. Geef. Звідси можна зрозуміти, що «Гуфі» був лише псевдонім. У Goofy Gymnastics (1949), він заповнює купон, пишучи ім'я James Boyd. Джерела дають повне ім'я персонажа, як Goofy Goof, або G. G. Goof, ймовірно, посилаючись на ім'я у мультфільмах 1950-х років. У багатьох інших джерелах, як аніме і комікси, прізвище Goof продовжує використовуватися. В інших коміксах 2000-х років повне ім'я персонажа стало Goofus D. Dawg.
Офіційним українським голосом Гуфі є Дмитро Гаврилов.

## Опис персонажа

### Характер
Гуфі — прекрасний друг з золотим серцем. Безжурний і безтурботний, Гуфі підкорює всіх своєю простодушністю. Він часто припускається помилок, але його ентузіазм, оптимізм і енергія притягують до нього удачу. Гуфі — справжній джентльмен, спортсмен і просто обожнює своїх друзів. Гуфі надихає всіх своїм гумором і веселощами, і чим би він не займався, це завжди викликає посмішку.

### Зовнішність
Як правило, Гуфі з'являється в светрі, штанах, туфлях і білих рукавичках, характерних для деяких персонажів Діснея. Він також носить високу шапку, схожу на пом'яту федору.

## Сім'я
Дружина Гуфі з'являлася в мультфільмах 50-х років, хоча її обличчя не показували. У мультфільмі A Goofy Movie 1995 року з'ясовується, що вона померла. У Гуфі також є син Макс, якого також показали в мультиплікаційному фільмі 2004 року Mickey Mouse Twice Upon a Christmas і A Goofy Movie.

## Історія

### Перше появлення
Гуфі дебютував у мультфільмах, починаючи з 1932 року з «Ревю Міккі» як Dippy Dawg. Пізніше в тому ж році, його перетворили на молодого пса, який тепер називається Гуфі, в короткометражці The Whoopee Party.
Це був типовий для того часу мультфільм з Міккі Маусом, але від інших його відрізняло поява персонажа Dippy Dawg (так його назвав Франк Вебб). Dippy Dawg з'являвся на екрані всього 6 разів (4 рази в 1932 році і 2 рази в 1933 році). Сьома поява персонажа була в мультфільмі «Концерт для сиріток». Саме тоді він вперше був названий ім'ям Гуфі.

### Міккі, Дональд і Гуфі
Мультфільм «Суперсервіс Міккі» ознаменував початок одночасних появ Міккі Мауса, Дональда Дака і Гуфі в короткометражних мультфільмах. У таких короткометражках зазвичай показувалося, як Міккі, Дональд і Гуфі разом виконували роботу. Добрими прикладами таких сюжетів служать «Чистильники годин» і «Самотні привиди».
«Полярні мисливці» був першим мультфільмом, де брали участь тільки Дональд і Гуфі. Міккі знову повернувся в команду в короткометражці «Китолови». Цей мультфільм, а також «Буксир Міккі Мауса» були останніми історіями того часу, де Міккі Маус, Дональд Дак і Гуфі з'являються втрьох.

### Головні ролі
Починаючи з 1939 року, Гуфі отримав свою власну серію короткометражок, які були популярні в 1940-х і початку 1950-х років. Перший раз Гуфі грав головну роль в мультфільмі «Гуфі і Вілбер» 1939 року. Дві короткометражки Гуфі були номіновані на Оскар: «Як грати футбол» та «Акваманія». Він також знявся в короткій серії з Дональдом, в тому числі «Полярні мисливці», де вони вперше з'явилися без Міккі Мауса. Ще три короткометражки про Гуфі були зроблені в 1960-ті роки, після чого Гуфі можна було побачити лише в коміксах. Він повернувся до театральної анімації в 1983 році у короткометражці «Різдвяні колядки Міккі». Його останній театральний вихід був «Як підключити ваш домашній кінотеатр» в 2007 році. Гуфі був також показаний на телебаченні. Найчастіше його можна було побачити в «Команда Гуфі» (1992—1993), а також House of Mouse (2001—2003) і Mickey Mouse Clubhouse (2006–до сьогодні).

### Серії «Як»
У 1939 році Пінто Колвіг, який озвучував Гуфі з 1932 року, залишив студію Діснея, залишивши свого персонажа без голосу. За словами Леонарда Малтіна, саме це призвело до появи в 1940-х роках серій «Як» («Як грати в бейсбол», «Як потрібно плавати» і ін.), в яких Гуфі практично не говорив, а розповідь вів оповідач. У цих мультфільмах Гуфі показував, вельми невміло, як виконувати різні дії — від катання на лижах і гри в футбол до сну. Ці серії здобули такого успіху, що стали основним форматом короткометражних мультфільмів про Гуфі — аж до нашого часу («Як підключити домашній кінотеатр», 2007).
У 1944 році Колвіг повернувся в студію Діснея і продовжив озвучувати персонажа аж до 1965 року.

## Список мультфільмів з участю Гуфі
1. Гуфі і Вілбер (1939)
2. Гуфі-пілот (1940)
3. Мистецтво катання на лижах (1941)
4. Мистецтво самооборони (1941)
5. Як грати в бейсбол (1942)
6. Олімпійський чемпіон (1942)
7. Як потрібно плавати (1942)
8. Уроки рибальства (1942)
9. Перемога над машинами (1943)
10. Як стати моряком (1944)
11. Як грати в гольф (1944)
12. Як грати в футбол (1944)
13. Проблеми з тигром (1945)
14. Африканський щоденник (1945)
15. Хокейні пристрасті (1945)
16. Лицар на день (1946)
17. Подвійне ведення (1946)
18. Полювання не за правилами (1947)
19. Скачки (1948)
20. Банний день (1948)
21. Тенісна ракетка (1949)
22. Пристрасть до мотора (1950)
23. Будинок своїми руками (1951)
24. Сідаємо на дієту (1951)
25. Батьки теж люди (1951)
26. Не палити (1951)
27. Кращий друг людини (1952)
28. Вчителі теж люди (1952)
29. Два тижні відпустки (1952)
30. Як бути детективом (1952)
31. Як навчитися танцювати (1953)
32. Як заснути (1953)
33. Акваманія (1961)
34. Гуфі на автостраді (1965)
35. Гуфі і його команда (1992—1993), серіал
36. Канікули Гуфі (1995)
37. Три мушкетери: Міккі, Дональд і Гуфі (2004)
38. Як підключити домашній кінотеатр (2007)
39. Качині Історії (2017), 3 сезон 2 серія

## Гуфі у відеоіграх

### Серія відеоігорKingdom Hearts
В серії відеоігор Kingdom Hearts, Гуфі є капітаном королівської гвардії в замку Діснея. Через відразу до використання зброї, Гуфі бореться за допомогою щита. Після того як ГУфі і Дональд знайшли листа, залишеного зниклим королем Міккі Маусом, вони повинні були зустрітися зі Сорою і приступити до пошуків, зниклого короля і друзів Сори. Лояльність Гуфі була випробувана, коли Ріку оволодів Keyblade. За наказом короля кожен, хто мав цей ключ, повинен був виконувати накази його власника. Тому Гуфі мав виконувати накази Ріку. Коли Рікі атакував Сору, Гуфі викорисав свій щит, щоб захистити його, таким чином виявивши непокору наказу короля. Коли Сора, Дональд і Гуфі увійшли в область, відому як Timeless River, Гуфі стверджував, що цей світ виглядає знайомим.
В серіях Kingdom Hearts, Гуфі показується незграбним, проте в Kingdom Hearts II, він дуже зацікавлений в деталях і має дуже точні припущення про певні речі. Наприклад, він був першим, хто побачив крізь маску, що Фа Мулан була насправді жінка, одягнена як чоловік.
Гуфі знову з'являється в приквелі, Kingdom Hearts: Birth by Sleep. Тут він грає відносно невелику роль. Гуфі супроводжує Міккі (разом з Дональдом) до башти Yen Sid'а, щоб спостерігати, як Міккі проходить екзамен майстерності. Тоді Міккі був викрадений і доставлений в Keyblade Graveyard майстром Сеганортом. Гуфі та Дональд просять Вентуса, щоб він допоміг їм врятувати короля. Вентус відмовляється, тому вони змушені йти у похід без нього. Але оскільки майстер Сеганорт занадто сильний для них, Вентус приходить їм на допомогу. По закінченню Дональд і Гуфі доглядатимуть за своїм королем, після того як він одужає від отриманих травм.

### В інших відеоіграх
- Гуфі був зіркою ранніх платформерів, Matterhorn Screamer для Apple II і Commodore 64.
- Гуфі, а також його син Макс, був одним із героїв в Super NES екш грі Goof Troop.
- Також Гуфі є головним персонажем у Goofy's Hysterical History Tour для Sega Genesis. У цій грі, Гуфі працює двірником у музеї, і повинен відновити загублені фрагменти деяких експонатів.
- Гуфі на короткий час з'явиться в Quackshot, Genesis game, в якій головну роль грав Дональд Дак . Гуфі знаходиться посеред древніх руїн в Мексиці, і дає Дональду червоний поршень (оновлення до плунжерного пістолета Дональда, який дозволяє лазити по стінах) і дивну записку, яка пізніше допоможе розв'язати головоломки у Єгипті.
- Він також був в Nintendo GameCube і Game Boy Advance іграх Disney's Party як один з персонажів.
- Також були випущені дві гри для дітей: Goofy's Fun House для PlayStation і Goofy's Railway Express для Commodore 64.
- Він також з'являється в 2001 в грі Disney's Extremely Goofy Skateboarding для ПК.
- Гуфі є одним з персонажів у грі Disney TH!NK Fast.
- Гуфі на короткий час з'явився в Disney's Magical Quest для Super NES, випущений в 1992 році.
- Як було зазначено вище, Гуфі з'являється в Діснеївській онлайн грі Toontown Online.
- Гуфі був також одним із персонажів у Disney's Golf для PS2.

## Цікаві факти
- Гуфі був офіційним талісманом французької збірної на Олімпіаді 1980.
- Також Гуфі був талісманом першого юнацького тенісного турніру Вімбелдон в 1983 році.